# 베리 (그레이터맨체스터주)

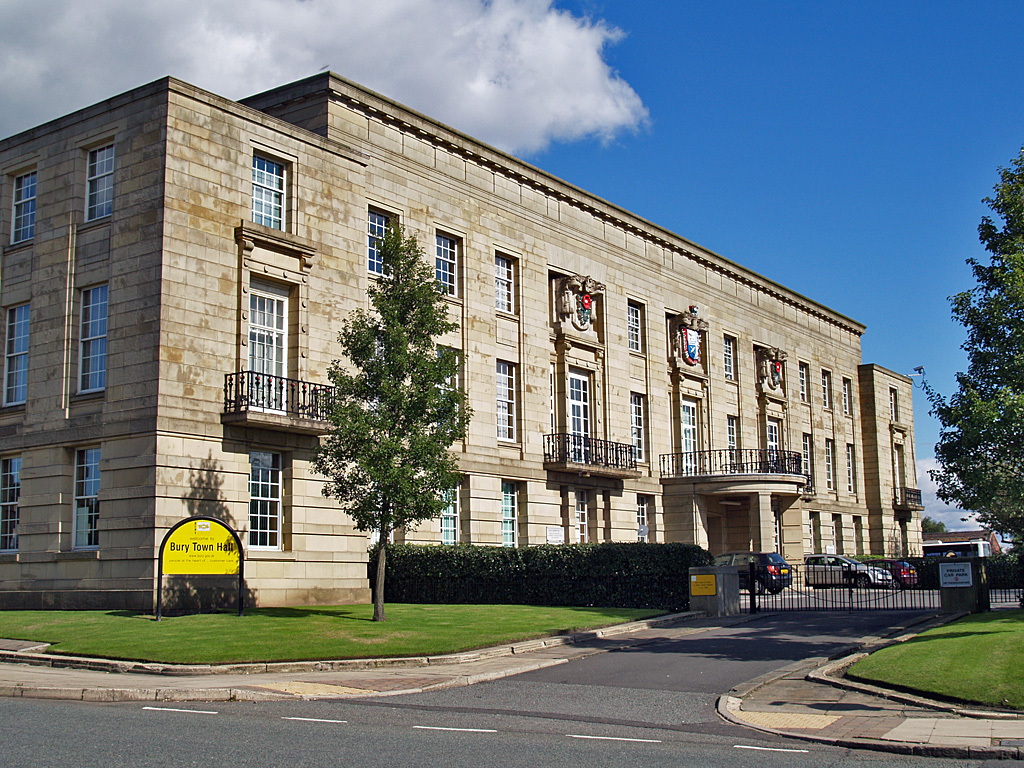
베리

베리(Bury)는 잉글랜드 그레이터맨체스터주에 위치한 도시로, 인구는 60,718명이다.